# Why Do You Let Me Stay Here?
«Why Do You Let Me Stay Here?» es una canción del primer álbum de She & Him, Volume One.

## Recepción de la crítica
La revista Rolling Stone clasificó esta canción 64.ª en su lista "The 100 Best Singles of 2008", teniendo en cuenta que "un dúo retro-pop con voces lastimeras dulcemente". Para MTV News, James Montgomery clasificó como la canción de la decimoctava canción mejor del 2008 de 33 y comentó "es grande Deschanel, timbre claros en las voces (y que "uh-huh!") que hacen que esta sea realmente especial". En su reseña de Volumen One, Grayson Currin de Pitchfork Media considera que la canción se "construyó alrededor de negro y blanco, las emociones simples y salpicado de alusiones sexuales vintage".

## Vídeos musicales
Dos vídeos musicales diferentes de esta canción fueron producidos. El primer vídeo aparece Zooey Deschanel y M. Ward en una representación semi-animada que se estrenó el programa de MTV FNMTV el 11 de julio de 2008.
El segundo video, lanzado en 2009, fue una colaboración de talentos de la película (500) Days of Summer, incluyendo coestrellas Zooey Deschanel y Joseph Gordon-Levitt con el director Marc Webb, coreógrafo Michael Rooney, y el productor Mason Novick. Comienza con Gordon-Levitt entrando en un banco con gafas de sol oscuras. Silenciosamente exige el dinero de Deschanel, quien él se quita las gafas, y comienzan a bailar. Al final, ella se muestra poniendo las gafas en la cara y él toma el dinero y se va.

## Personal
- Escrito por Zooey Deschanel

- Zooey Deschanel - voz, piano
- M. Ward - guitarras
- Mike Coykendall - percusión / bajo

- Diseñado por Mike Coykendall
- Mezclado por Mike Mogis